# Philodromus bilineatus
Philodromus bilineatus är en spindelart som beskrevs av Bryant 1933. Philodromus bilineatus ingår i släktet Philodromus och familjen snabblöparspindlar. Inga underarter finns listade i Catalogue of Life.